# Opichalino
Opichalino (ros. Опихалино) – wieś w Rosji, w rejonie wołogodzkim obwodu wołogodzkiego. W 2021 r. była niezamieszkana.